# Escudo de Paysandú

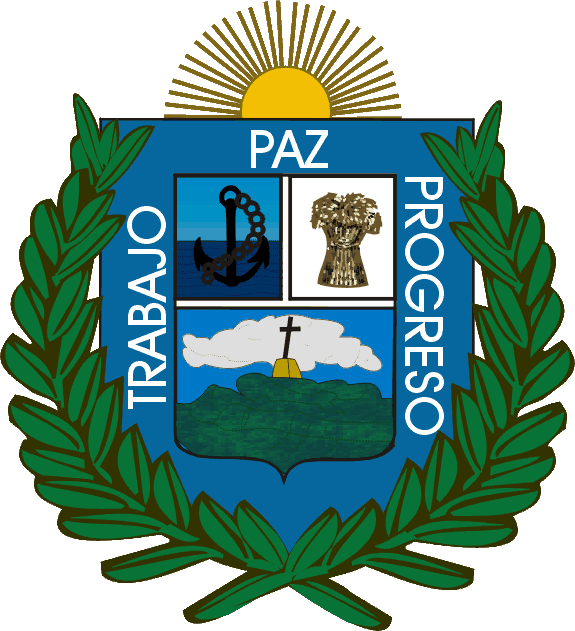
Escudo de Paysandú.

El Escudo de Paysandú fue aprobado el 25 de julio de 1928 y su creador fue Salvador Puig y Sarvet. Consta de dos cuarteles superiores y una inferior. El superior izquierdo muestra un ancla, y simboliza al puerto. El derecho posee una espiga de trigo, como símbolo de producción. El inferior posee un dibujo de la Meseta de Artigas, simbolizando el patriotismo.
Los cuarteles están bordeados con azul, y dicho borde contiene las palabras Trabajo Paz Progreso. El escudo contiene encima un sol, simbolizando la libertad, y una orla de laureles, evocativa de la tradición de gloria de Paysandú.